# Georg Sauter

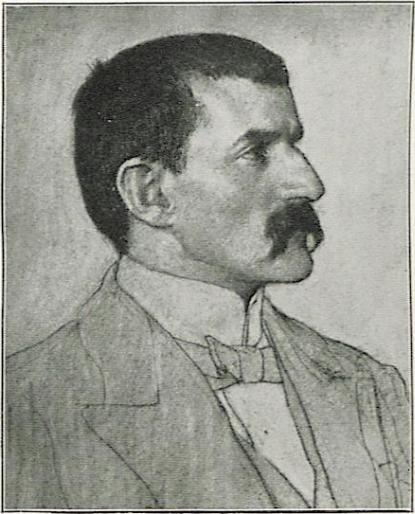
William Strang:
Porträt Georg Sauter 1907

Georg Sauter (* 20. April 1866 in Markt Rettenbach (Landkreis Unterallgäu); † 20. Dezember 1937 in Brannenburg am Inn) war ein deutscher Maler, Lithograf und Zeichner.

## Leben
Georg Sauter erlernte den Beruf eines Anstreichers und arbeitete dann bei einem Malermeister in München. Später nahm er Zeichenstunden. Er studierte Malerei ab dem 15. Oktober 1884 in der Antikenklasse der Königlichen Akademie der Bildenden Künste in München. Hier war er Schüler des Landschaftsmalers Ludwig von Löfftz und erhielt weitere Anregungen vom Porträtmaler Franz von Lenbach.
Georg Sauter unternahm Studienreisen nach Holland, Belgien, Frankreich und Italien, lebte danach ab 1889 als Maler und Lithograf in London, wo er Lilian Galsworthy (1864–1924), die Schwester des Schriftstellers John Galsworthy, heiratete. Sauter kam in einen Kreis von Künstlern um die Maler Hubert Herkomer, John Lavery und George Frederick Watts, den Autor Joseph Conrad und den Poeten John Masefield. Er traf auch Joseph Pennell und den amerikanischen Maler James Abbott McNeill Whistler, die beide zu seinen engen Freunden wurden. Seine Werke zeigen den Einfluss von James Whistler. 1898 schloss er sich diesen und anderen Künstlern bei der Gründung der International Society of Sculptors, Painters and Gravers an. Sein Bild „Der Brautmorgen“ (The Bridal Morning), ausgestellt 1909, gewann den zweiten Preis in der Jahresausstellung des Carnegie Art Institute in Pittsburgh, wurde aber zur Ursache eines Eklats wegen seiner erotischen Stimmung.
Mit Beginn des Ersten Weltkrieges wurde Sauter, obwohl mit einer Engländerin verheiratet, 1916 in Alexandra Palace als Enemy Alien interniert und später ausgewiesen. Zunächst ging er nach Jena. Hier hatte er Unterstützung durch die Familien des Glasindustriellen Otto Schott und dessen Schwiegersohn Heinrich Gerland, Jurist und Professor an der Universität Jena. Die Freundschaft zu den Gerlands war 1906 entstanden, als Gerland, begleitet von seiner Frau Eva, eine Studienreise nach England machte und dort den Künstler traf. Sauter fertigte eine Reihe von Bildnissen für die Familie Schott. Ebenso entstand auf Vermittlung Gerlands zwischen 1922 und 1923 eine Serie von 30 Professoren-Porträts für die Jenaer Universität, die er als Kohlezeichnungen ausführte. Für seine Arbeit wurde Georg Sauter 1936 zum Ehrenbürger der Universität Jena ernannt.
Sauter hatte zu Beginn der 1930er Jahre seinen Wohnsitz in Rom. Während eines Aufenthalts in Köln 1930/31 porträtierte Sauter den Kölner Oberbürgermeister Konrad Adenauer und dessen zweite Frau Gussi. Adenauer empfahl ihn dann weiteren Bekannten, u. a. dem Industriellen Carl Duisberg: „Er zeichnet Köpfe von Männern, die ihn interessieren und vereinigt diese Zeichnungen zu einer Sammlung“. Zurück in Deutschland, ließ sich Sauter 1933 in der Künstlerkolonie Brannenburg nieder.
Georg Sauter war korrespondierendes Mitglied der Wiener Secession und der Société Royale des Beaux Arts in Brüssel sowie Mitglied im Deutschen Künstlerbund.

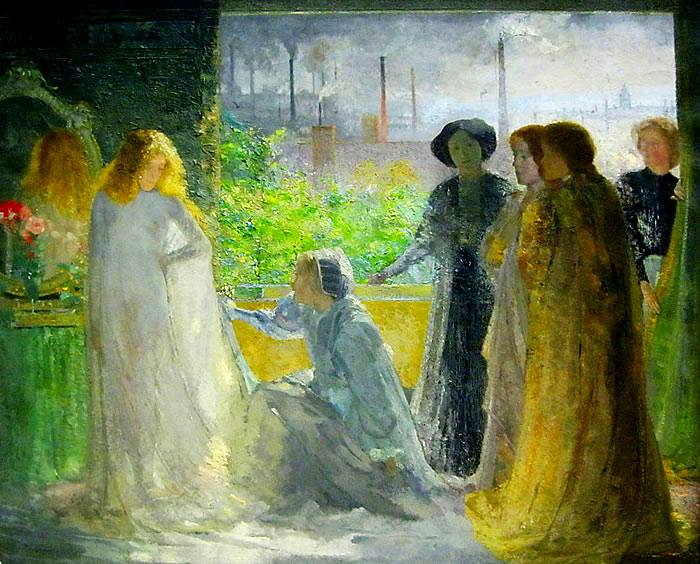
The Leeds Picture, 1908

Georg Sauter war in zweiter Ehe ab 1926 verheiratet mit der Engländerin Valda Broad († 1937). Der Sohn Rudolf Sauter (1895–1971) wurde ebenfalls ein bekannter Maler, Zeichner und Graphiker. Er illustrierte u. a. die Werke seines Onkels John Galsworthy.

“Industry, too, has inspired George Sauter to one of his finest works „The Leeds Picture“ […]. This canvas, very different in subject from those he is best known by, symbolises the homage of Labour to Beauty, to whom the products of local industry are offered by attendant females, and is certainly one of the most harmonious and complete pictures that the artist has produced.”

„Die Industrie hat auch George Sauter zu einem seiner besten Werke inspiriert, „The Leeds Picture“ […]. Diese Leinwand, die sich sehr von denen unterscheidet, für die er bestens bekannt ist, symbolisiert die Huldigung der Arbeit an die Schönheit, der die Produkte der lokalen Industrie von begleitenden Frauen angeboten werden, und ist sicherlich eines der harmonischsten und vollständigsten Bilder, die der Künstler gefertigt hat.“

## Ehrungen
- Komturkreuz des Franz-Joseph-Orden, Österreich (Commander)
- Ritter des Orden vom Heiligen Michael, 4. Klasse, Bayern
- Ritter des Orden vom Zähringer Löwen, Baden
- Ehrenbürger der Friedrich-Schiller-Universität, Jena
- Mehrere Goldmedaillen von internationalen Ausstellungen
- Silbermedaille und tausend Dollar Preisgeld des Carnegie Museums in Pittsburgh[7]
- Königlich bayerischer Professor, 1902[10]

## Bildergalerie

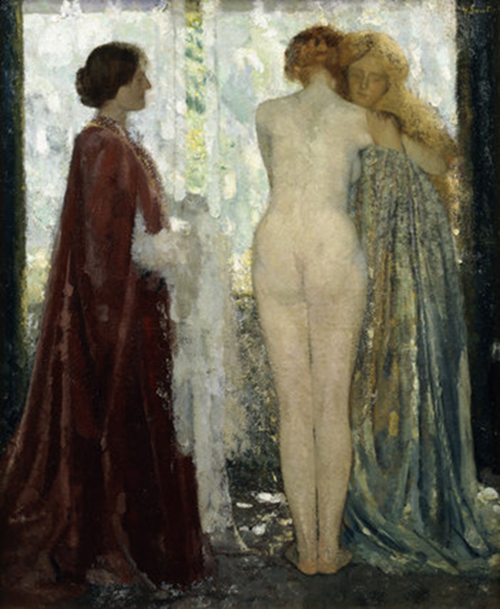
The Bridal Morning, 1902
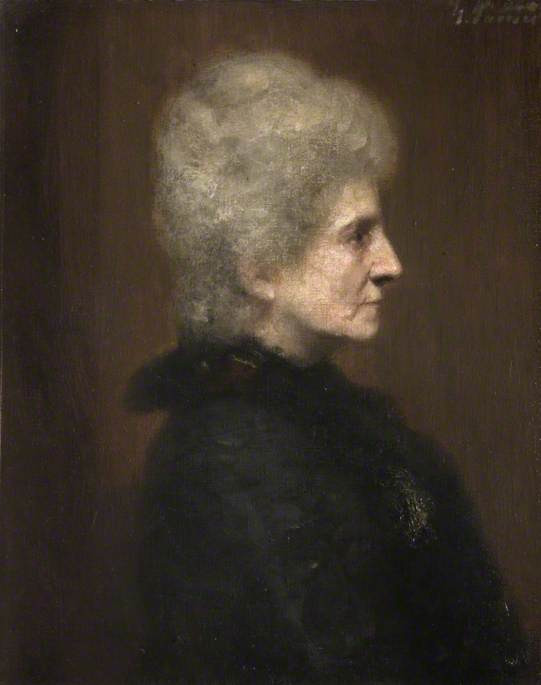
Blanche Bailey Galsworthy
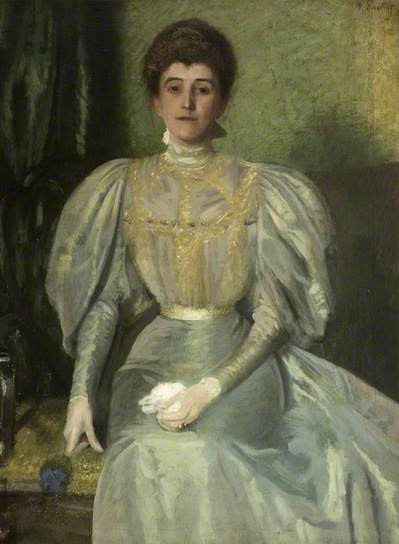
Ada Galsworthy
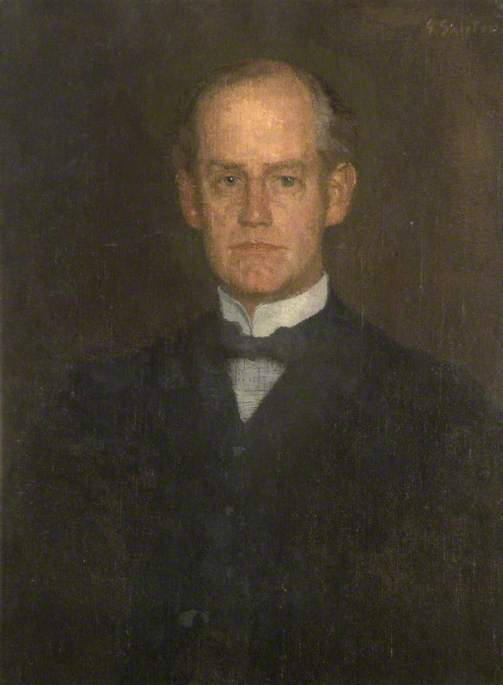
John Galsworthy
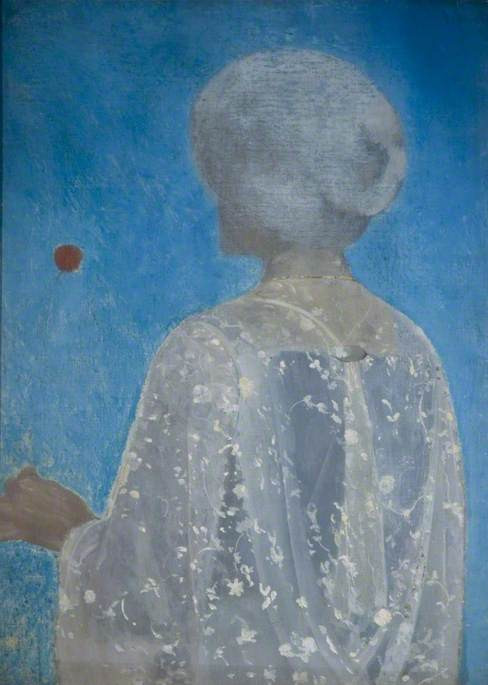
Lilian Sauter
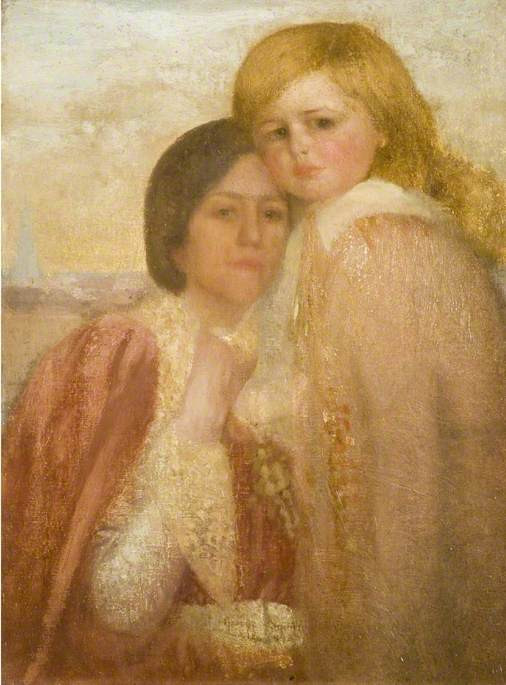
Maternity